# Cefn Cribwr
Cefn Cribwr est un village et une communauté du borough de comté de Bridgend, au pays de Galles.
Il est situé entre les villages de Pyle / Y Pîl à l'ouest et Aberkenfig / Abercynffig (en) à l'est. Au recensement de 2011, la communauté comptait 1 481 habitants.